# Pavel (Kratirov)
Svatý Pavel (světským jménem: Pavel Fjodorovič Kratirov; 14. května 1871, Pokrovskoje – 5. ledna 1932, Charkov) byl ruský pravoslavný duchovní Ruské pravoslavné církve, biskup starobilský a vikarijní biskup charkovské eparchie, osobnost tzv. Nevzpomínajících a mučedník.

## Život
Narodil se 14. května 1871 v obci Pokrovskoje v Totemském ujezdu Vologdské gubernie (nyní Čučkovskoje selskoje poseleňje v Sokolském rajónu Vologdské oblasti) v rodině kněze. Metropolita Manuil (Lemeševskij) mylně uvádí že jeho otcem byl sekretář rady Moskevské duchovní akademie Ivan Alexandrovič Kratirov, pozdější biskup saratovský Ioann (Kratirov).
Studoval na Vologdském duchovním učilišti a poté pokračoval ve studiu na Vologdském duchovním semináři, který dokončil roku 1891. Dne 22. listopadu 1891 se stal učitelem školy v Novočerkassku.
Roku 1896 dokončil studium na Kazaňské duchovní akademii s titulem kandidáta bohosloví s právem vyučovat v semináři a získat magisterský titul z teologie bez nové ústní zkoušky. Stejného roku byl ustanoven učitelem Zákona Božího ve své rodné obci.
Dne 10. července 1897 byl jmenován přednášejícím řečtiny v Tulském duchovním semináři.
Dne 26. září 1902 se stal přednášejícím literatury na Kurském duchovním semináři odkud byl 12. března 1902 na příkaz vrchního prokurátora Nejsvětějšího synodu přeložen jako přednášející základní, dogmatické a morální teologie na Charkovský duchovní seminář. Byl také učitelem Zákona Božího na různých gymnáziích.
Vyslovil se pro podporu trestu smrti pro revolucionáře, kteří spáchali politické vraždy.
V červnu 1914 ovdověl. Měl tři dcery; Valentinu, Innu a Zoju.
Dne 24. září 1921 byl rukopoložen na diákona a 26. září na jereje. Sloužil v chrámu Ozerjanské ikony Matky Boží v Charkově.
Dne 25. ledna 1922 byl na návrh arcibiskupa charkovského Nafanaila (Troického) jmenován biskupem starobilským a vikarijním biskupem charkovské eparchie. Zároveň mu byla dána práva polonezávislého biskupa s řadou povolení dle uvážení arcibiskupa charkovského. Jeho sídlem byl zvolen Pokrovský monastýr v Charkově a stal se také představeným Kurjažského Preobraženského monastýru.
Dne 28. ledna 1922 byl v chrámu Tří světitelů Pokrovského monastýru postřižen na monacha s mnišským jménem Pavel a 15. února byl v katedrálním chrámu Charkova povýšen na archimandritu.
Dne 18. února proběhlo oficiální jmenování za biskupa a o den později proběhla v chrámu Radosti všech zarmoucených Pokrovského monastýru jeho biskupská chirotonie. Světiteli byli metropolita kurský a obojanský Nazarij (Kirillov), arcibiskup charkovský a ochtyrský Nafanail (Troickij), biskup sumský Kornilij (Popov) a biskup bělgorodský Nikon (Purlevskij).
V květnu 1922 po zatčení patriarchy Tichona byla zřízena Vyšší církevní správa Renovacionistů. Arcibiskup Nafanail i biskup Pavel tuto správu neuznali. Dne 19. srpna odešel biskup Pavel do důchodu a 24. srpna také arcibiskup Nafanail. Dekrety o odchodu do důchodu a vyhoštění mimo charkovskou eparchií jim byly oznámeny 28. srpna v Lidovém komisariátu spravedlnosti.
Dne 17. září 1922 byl arcibiskup Nafanail postaven před soud a brzy byl vypovězen z Charkova. Do města se už nikdy nevrátil, a proto na sjezdu kléru a laiků, která se konala na podzim bylo rozhodnuto aby se novým biskupem Charkova stal biskup Pavel. Biskup Pavel se téhož podzimu vrátil do města ale nikdy nesloužil.
Dne 17. března 1923 ho Sjednocená státní politická správa (OGPU) zátka spolu s 13 kněžími a dvěma laiky. Katedrální chrám byl policií zapečetěn a 23. března předán Renovacionistům.
Zvláštní komise OGPU Ukrajinské sovětské socialistické republiky 15. května 1923 rozhodla o vyhoštění biskupa a dalších obžalovaných na tři roky z Ukrajiny. Dne 21. května 1923 byl propuštěn a odjel na Krym.
Na Krymu nějakou dobu řídil jaltský vikariát tavrické eparchie ale zde dlouho nevydržel. Následně žil v Abcházii.
Poté odešel do Vologdy, kde 16. srpna 1923 odsloužil první liturgii. Dne 4. září byl jmenován dočasným správcem vologdské eparchie ale 27. září Vologdu opustil.
Dne 14. listopadu 1923 byl Svatým synodem jmenován biskupem alexandrovským a vikarijním biskupem vladimirské eparchie. Žil ve Vladimiru a poté ve Velikém Usťugu.
Nějakou dobu žil v Moskvě.
Dne 14. dubna 1925 podepsal akt o uznání za nejvyšší církevní autoritu metropolitu Petra (Poljanského). Na tomto aktu je zmíněn jako biskup starobilský.
Od jara 1925 žil v Charkově jako vyhnanec.
Na jaře 1926 podpořil nároky metropolity jaroslavského Agafangela (Preobraženského) na post locum tenens patriarchálního trůnu. Metropolitu Sergia (Stragorodského) považoval za vetřelce v nejvyšší církevní správě ještě než vytvořil Prozatímní patriarchální Svatý synod. Stal se prvním z biskupů patriarchální církve v SSSR, kteří přerušili vztahy s metropolitou Sergiem kvůli nesouhlasu s průběhem církevní politiky kterou přijal. Odchod v září 1927 biskupa Pavla z církevního společenství však nezpůsobil v církevním prostředí větší ohlas.
Na konci roku 1927 poslal metropolitu Agafangelovi dopis o jeho podpoře a metropolitu Sergia nazval „uzurpátorem církevní moci“.
V dubnu 1928 oficiálně zaslal dopis o odchodu z církevního společenství a za to mu metropolita Sergij a Prozatímní synod zakázal vykonávat biskupskou službu.
V květnu 1928 odeslal další dopis o modernizované církvi a sergijském pravoslaví, ve kterém zašel dále než ostatní kritici metropolita Sergia. Stejného roku došlo k usmíření metropolity Agafangela a metropolity Sergia a zároveň se metropolita Agafangela vzdal svého nároku na post locum tenens.
Poté se biskup Pavel pravděpodobně odloučil od metropolity Agafangela. V létě téhož roku se prostřednictvím protojereje Nikolaje Zagorovského, který sloužil v exilu v Leningradu dozvěděl o biskupu Dimitriji (Ljubimovi), který za nepřítomnosti metropolity Iosifa (Petrovycha) fakticky řídil hnutí Josefitů. Biskup Pavel napsal dopis s žádostí o přijetí do jejich společenství. Biskup Dimitrij jeho žádost přijal. Od léta tak biskup Pavel zahájil zcela legální činnost jako vládnoucí biskup. Následně byl pozván k Sjednocené státní politické správě (OGPU) k výslechu a aby vyjádřil svůj postoj k tzv. „Deklaraci...“. bylo mu dovoleno podnikat cesty v rámci farnosti které spravoval. Během léta 1928 se k němu připojilo asi 20 komunit. Od všech společenství požadoval pravomocně přijaté usnesení o připojení.
Brzy byl znovu předvolán k OGPU kde požadovali aby přestal podporovat "locum tenens patriarchálního trůnu metropolitu Petra (Poljanského). Biskup Pavel tomuto požadavku nevyhověl a bylo mu zakázáno cestovat na velké vzdálenosti a došlo k zabavení jeho farností.
Koncem září 1928 byl znovu povolán k OGPU, kde mu bylo povoleno cestovat na větší vzdálenost se zvláštním povolením ale v březnu 1929 mu byl vydán definitivní zákaz. Přestal chodit na bohoslužby do jiných měst ale stále přijímal nové komunity. Celkem vedl asi 40 josefitských farností v Charkovském, Sumském a Dnipropetrovském okruhu.
V roce 1931 byl v Charkově zatčen a obviněn z kontrarevoluční činnosti. Od ledna do března 1931 byl 24krát vyslýchán, vinu nepřiznal a netajil se svým negativním postojem k politice sovětské vlády.
Dne 2. ledna 1932 byl těžce nemocný biskup zvláštním zasedáním OGPU odsouzen k deseti letům vězení. O tři dny později zemřel ve vězeňské nemocnici s narůstající srdeční slabostí způsobenou sarkomem lymfatických uzlin a oboustrannou pleuritidou. Pohřben byl na hřbitově poblíž chrámu Ozerjanské ikony Matky Boží v Charkově.

## Kanonizace
Dne 1. listopadu 1981 byl rozhodnutím Archijerejského soboru Ruské pravoslavné církve v zahraničí svatořečen jako mučedník a zařazen do Sboru všech novomučedníků a vyznavačů ruských se stanoveným svátkem 23. prosince.
Dne 23. prosince 2014 byl Svatým synodem Ukrajinské pravoslavné církve zařazen do Sboru starobilských svatých se svátkem 27. května.